# فرودگاه آبیرودخانه فال
فرودگاه آبیرودخانه فال (به انگلیسی: Fall River Water Aerodrome) یک فرودگاه خصوصی است که یک باند فرود آب دارد. این فرودگاه در کشور کانادا قرار دارد و در ارتفاع ۳۷ متری از سطح دریا واقع شده است.